# Ẩm thực Montenegro

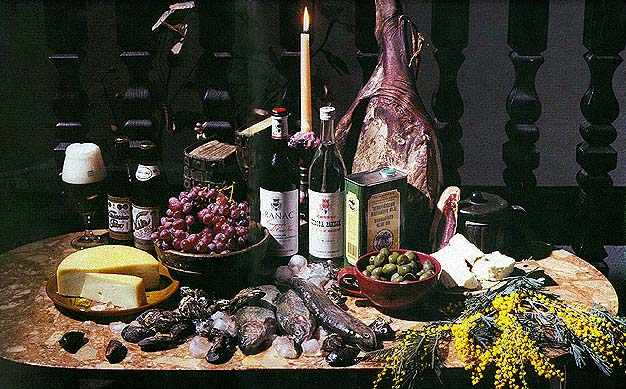
Thực phẩm từ Montenegro

Ẩm  thực Montenegro là kết quả của vị trí địa lý và bề dài lịch sử của Montenegro.

## Khái quát
Các món truyền thống của Montenegro, và vùng bờ biển Adriatic của nó có hương vị Ý đặc trưng thể hiện ở cách làm bánh mì, cách thịt được ướp muối hoặc làm khô, cách làm pho mát, rượu vang, và spirit, cách làm xúp và món hầm (čorba), polenta, ớt nhồi, thịt viên, priganice (đồ chiên), raštan, vv.
Ảnh hưởng lớn thứ hai đến từ Levant và Thổ Nhĩ Kỳ: sarma, musaka, pilav, pita, gibanica, burek, ćevapi, kebab, đuveč, và các loại đồ ngọt Thổ Nhĩ Kỳ như baklava và tulumba, vv.
Các món Hungary bao gồm goulash và sataraš cũng rất phổ biến.
Cuối cùng nhưng không kém phần quan trọng, ẩm thực Croatia hầu như có ảnh hưởng về đồ tráng miệng. Bánh kếp, bánh doughnut, mứt, rất nhiều loại bánh quy và bánh ngọt, tất cả đều làm tăng tỷ lệ vòng hai của người Montenegro. Bánh mì kiểu Vienna là loại bánh mì phổ biến nhất trong các cửa hàng.
Ẩm thực Montenegro cũng thay đổi theo vùng: ẩm thực ở vùng ven biển khác với ở vùng cao phía Bắc. Vùng ven biển theo truyền thống là đại diện cho ẩm thực Địa Trung Hải, với hải sản là món ăn phổ biến.

## Món ăn phổ biến

### Bánh mì
Loại bánh mì được làm đại nhà ở Montenegro giống nhất với loại bánh mì được biết đến ở Ý là Pane di Casa. Nó được dùng làm bữa ăn hàng ngày.
- Ječmeni (Bánh mì đại mạch)
- Ražani (Bánh mì đen)
- Pšenični (Bánh mì nâu)
- Rumetinov (Bánh mì bắp)

### Bữa sáng

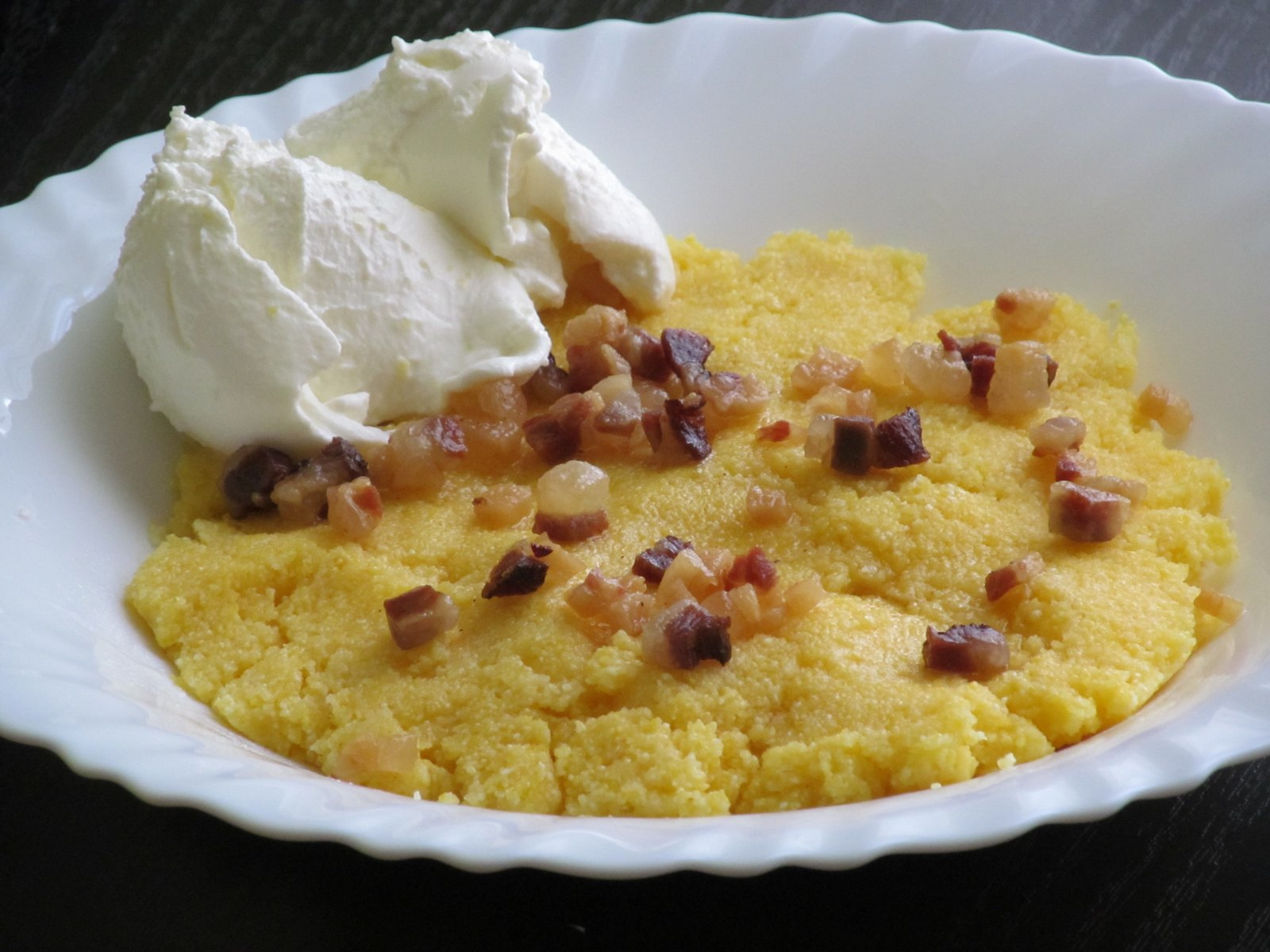
Cicvara

- Cicvara - Bột bắp hầm với kaymak (muối sau đó ép trong kem tươi) và čvarci (thịt muối cắt nhỏ).
- Gibanica với sữa chua hoặc kisjelo mlijeko (sữa bơ).
- Popara
- Bánh mì với kajmak

### Súp/canh
Tiếng Motenegro có phân biệt súp và canh (supa, phát âm phát âm tiếng Serbia-Croatia: [ˈsupə]), một loại súp hoặc món hầm (čorba, phát âm phát âm tiếng Serbia-Croatia: [ˈtʃɔrbə]), và một loại giống cháo yến mạch (kaša, pronounced phát âm tiếng Serbia-Croatia: [ˈkəʃə]). Súp hoặc canh thường được dùng làm món đầu tên trong bữa tối:
- Kokošija Supa (nước dùng gà)
- Goveđa/Juneća/Teleća Supa (nước dùng bò/bê)
- Jagnjeća Supa (nước dùng cừu)

Theo truyền thống, sau khi nước dùng được làm, một nắm gạo được thêm vào nồi để làm cho súp có chất hơn. Ngày nay, pasta đã trở thành nguyên liệu thêm vào được ưa thích hơn.
- Čorba od koprive (sôđơ tầm ma gốc lạ)
- Čorba od koprive sa sirom (sôđơ tầm ma gốc lạ với pho mát)
- Čobanska krem supa od vrganja (súp kem sữa cừu với nấm ăn (boletus))
- Otkos čorba (sôđơ Otkos)
- Čorba od crnjaka (sôđơ hành tây đen)
- Ječmena kaša sa pečurkama (cháo đại mạch với nấm)
- Kaša sa pečurkama (cháo yến mạch nấm)
- Kaša od rezanaca (cháo yến mạch mì sợi)

### Món chính
- Kuvani Brav (cừu luộc), khá giống Irish stew.
- Brav u Mlijeku (cừ nấu trong sữa), một món ăn quốc gia của Albania đến từ Montenegro.
- Kačamak (Polenta), khoai tây trộn bơ và bột ngô trong kaymak (kem muối tươi), dùng với sữa lạnh, sữa bơ hoặc sữa chua.
- Kuvana Krtola (boiled potato halves), served with cold jogurt, cheese or fresh cream.
- Ukljeva (cá mương hun khói và khô)
- Krap: cá hun khói (cá chép tươi và hun khói, từ hồ Skadar (Skadarsko jezero)).
- Pastrva (cá hồi chấm nước ngọt)
- Raštan - một loại rau hơi đắng có màu xanh lá cây sẫm thuộc họ cải bắp, giống với cavolo nero của Ý, nó đã được trồng ở vùng này từ hơn 2.000 năm trước. Nó được nấu thành món hầm ngon với sườn lợn hoặc chân giò.
- Zelje u kokote na kastradinu - bắp cải nấu với thịt cừu khô và hun khói.
- Japraci - Dolma làm với lá raštan, dùng với khoai tây nghiền.
- Čorbast Pasulj - Đậu hầm với sườn hun khói và các loại salami và xúc xích. Nó khá giống với cassoulet của Pháp, fabada, và feijoada từ ẩm thực Iberia.
- Maune (quả đậu non hầm).
- Grašak (Đậu Hà Lan và thịt bò hầm).
- Balšića tava - thịt bê chiên với sự kết hợp của các loại rau và các sản phẩm từ sữa.
- Paštrovski makaruli - một loại macaroni làm tại nhà với dầu ô liu và pho mát ngâm nước muối.

### Món ăn hải sản
- Lignje (mực)
- Salata od hobotnice (bạch tuộc)
- Tunj (cá ngừ)
- Škampi (tôm)
- Mušle (các loại trai phổ biến)
- Risotto đen (với mực nang)

### Salad
Những món salad phổ biến nhất thường được dùng tại nhà ở Montenegro:
- Pamidora Salata (salad cà chua) - giống với Bruschetta phủ với: cà chua, hành tây, dầu ô liu, và muối hột.
- Zelena Salata (salad rau) - xà lách và Hành lá, với dầu ô liu, muối và xốt giấm.
- Ajvar (gia vị ớt chiên hoặc rang)
- Kisjelo Zelje (dưa cải Đức)
- Barske masline - ô liu làm tại nhà

### Món tráng miệng
Một miếng trái cây theo mùa là cách phổ biến nhất để kết thúc một bữa ăn. Loại đồ ngọt đúng kiểu thường được phục vụ riêng trong thời gian uống cà phê
- Priganice (Bánh doughnut) chiên với mật ong, pho mát, hoặc mứt.
- Sundried sung với hạt óc chó và mật ong.
- Oris na vareniku (pudding gạo)
- Slatko od Dunja - gia vị Mộc qua Kavkaz
- Džem od Šljiva - mứt mận
- Sok od Šipka (xi rô lựu) - xi rô lựu làm tại nhà từ lựu dại mọc khắp nơi ở nửa phía nam của Montenegro, có thể tìm thấy ở hầu hết tất cả mọi nhà.

### Sản phẩm sữa
- Kisjelo mlijeko - sữa bơ
- Sữa chua - sữa chua
- Pavlaka (hoặc Pavlaka) - kem chua làm tại nhà
- Maslo - bơ làm tại nhà

#### Pho mát
- Njeguški sir - loại pho mát đặc biệt được bảo quản trong dầu.
- Pljevaljski sir - pho mát già muối từ sữa bò.
- Skorup - kem cottage muối
  - Durmitorski Skorup - một loại kem cottage muối từ núi Durmitor.
  - Pivski Skorup - một loại kem cottage muối từ vùng Piva.
- Cijeli Sir- một loại pho mát làm từ sữa không đun.
- Prljo - một loại pho mát làm từ sữa gầy.
- Žetica - một loại pho mát làm từ sữa không đun.
- Buča - một loại pho mát làm từ sữa không đun.

### Pita
- Sukača (gužvara) - bánh pastry hoặc pie làm bằng cáhc chế biến gọi là "crowding".
- Koturača (hình bánh xe) (làm từ lúa mì nội địa)
- Pita izljevuša (Brkanica) - bánh pastry làm với cách chế biến gọi là "đúc khuôn".
- Zeljanica (bánh pastry làm với các loại rau thơm)
- Heljdija

## Các món ăn khác

### Bữa sáng
- Burek - là món ăn nhanh phổ biến nhất ở đất nước này.

### Món chính
- Punjene paprike - ớt nhồi (với các loại nhân khác nhau)
- Ćufte - thịt viên
- Đuveč (rau nấu, giống với ratatouille)
- Musaka od Krtola (moussaka khoai tây với thịt băm)
- Sarma - dưa cải Đức cuộn có nhân thịt lợn băm và cơm, dùng với khoai tây khiền.
- Pilav
- Gulaš (món hầm), dùng với khoai tây nghiền.
- Sataraš (rau băm và nướng)
- Risotto
- Thịt quay - phổ biến nhất là thịt lợn và thịt cừu.

### Món tráng miệng
- Padobranci
- Baklava - phiên bản Montenegro có nho khô và hạt óc chó băm nhỏ.
- Tulumba, giống với hình dáng của churro, được nhúng vào xi rô ngọt như baklava.
- Krempita, giống với vani thái
- Šampita
- Domaca Torta - torte làm tại nhà
- Španski Vjetar
- Čupava Kata
- Lenja Pita
- Keks Torta (torte bánh quy)
- Štrudla - Strudel táo
- Palačinke - Bánh kếp
- Krofne (Bánh doughnut) với mứt ở giữa.

### Món nướng (Roštilj)
- Các món ăn nhanh có giá cả phải chăng:
  - Ćevapi
  - Pljeskavica, là dạng địa phương của hamburger.
  - Ražnjići

## Đồ uống

### Không có cồn
Loại đồ uống không có cồn phổ biến nhất ở các gia đình tại Montenegro là xi rô lựu. Cà phê Thổ Nhĩ Kỳ là thứ gần như không thể tránh khỏi trong bất cứ cuộc học ngắn hoặc cuộc gặp mặt nào.
- Kisjela voda (nước khoáng)
- Sok od Drenjina i Drenjinava Voda - Nước ép và xi rô anh đào Cornelia
- Cà phê Thổ Nhĩ Kỳ
- Espresso
- Sok od Šipka (xi rô lựu)
- Sok od Grožđa (xi rô nho)
- Boza
- Mezgra (Beech cream)